# Gustave Jeanneret
Pour les articles homonymes, voir Jeanneret.

Gustave Jeanneret, La Côte de Cressier, non daté (vers 1886), Musée des beaux-arts de La Chaux-de-Fonds

Gustave-Auguste Jeanneret, né le 6 avril 1847 à Môtiers et mort le 13 septembre 1927 à Cressier, est un peintre suisse qui produit principalement des paysages, des scènes de genre et des nature mortes. Il est aussi céramiste. Ses scènes de genre représentent généralement des gens au travail et reflètent son point de vue politique. 

## Biographie
Gustave Jeanneret naît le 6 avril 1847 à Môtiers. Il est le fils de Louis-Auguste et d'Henriette Oehl, des commerçants.
Avec son frère Georges (1848-19??), il commence à étudier l'art avec leur oncle, le peintre et professeur de dessin Georges Grisel (1811-1877). Sa carrière professionnelle commence par un apprentissage de designer chez Zuber & Cie, fabricant de papiers peints décoratifs, dans son bureau de Rixheim.
En 1867 il s'installe à Paris, où il conçoit des céramiques et étudie la peinture à l'Académie Suisse.
Après l’échec de la Commune, Lucienne Prins aide plusieurs communards à quitter Paris notamment grâce à Jeanneret qui rapporte de faux-papiers de Suisse,.  
En février 1872 il se rend à Lyon où il travaille deux mois.
Sa première exposition au Salon a lieu en 1876. 
Il adopte des convictions politiques radicales et, peu avant la Commune de Paris, rejoint la Première Internationale. Plus tard, il devient membre de la Fédération jurassienne et fait la connaissance de l'anarchiste James Guillaume. 
En 1878, il revient en Suisse et s'installe à Neuchâtel.
Il visite Venise en 1884 et exécute un grand nombre de tableaux dans les régions les plus pittoresques des glaciers.

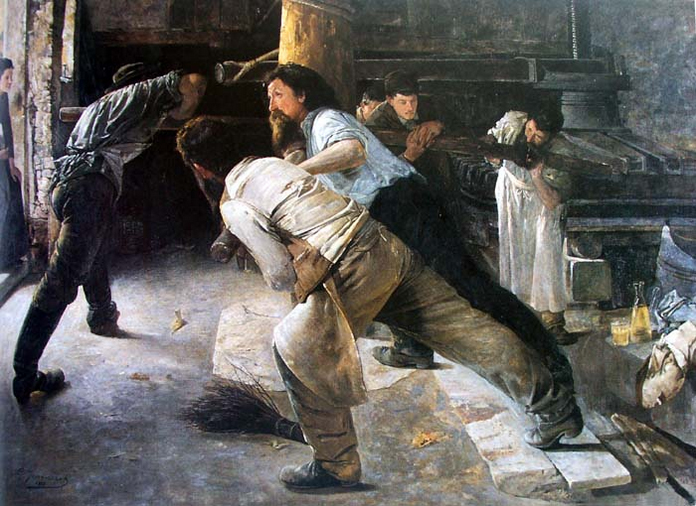
Les Pressureurs, 1887.

Il peint Les Pressureurs en 1887. Le tableau montre l'intérieur du pressoir de la Croix-Blanche à Cressier.
En 1888, il épouse Emma Wolfrath, fille de l'imprimeur et éditeur René-Alfred-Henri Wolfrath, puis achète une ancienne boutique de vigneron à Cressier, où il crée un atelier et tente d'introduire les styles modernes de peinture qu'il a appris à Paris. Il est grandement influencé par Gustave Courbet et Camille Corot. Dans les années 1890, il commence à faire des paysages alpins. 
Avec Eugène Burnand et Karl Alfred Lanz, il est commissaire du département d'art suisse à l'Exposition Universelle (1889). De 1903 à 1904, il est président de la Gesellschaft Schweizerischer Maler und Bildhauer (de) (Société des peintres et sculpteurs suisses) et participe à la création d'un fonds d'aide aux artistes indigents. De 1901 à 1905, il est président de la Commission fédérale des beaux-arts (de). En 1919, il est l'un des fondateurs de la Fédération suisse des travailleurs intellectuels. 
Il meurt le 13 septembre 1927 à Cressier.
Après sa mort, il est largement oublié jusqu'à ce qu'une grande rétrospective se déroule en 1998 au musée d'art et d'histoire de Neuchâtel. 
Son fils, Blaise Jeanneret (1897-1988) et sa fille, Baucis de Coulon, deviennent également peintres.